# Pseudoarcyptera carvalhoi
Pseudoarcyptera carvalhoi är en insektsart som först beskrevs av Bolívar, I. 1890.  Pseudoarcyptera carvalhoi ingår i släktet Pseudoarcyptera och familjen gräshoppor. Inga underarter finns listade i Catalogue of Life.